# Gone Home
『Gone Home』（ゴーンホーム）は、アメリカのインディーゲームスタジオThe Fullbright Companyが開発した3Dアドベンチャーゲーム。プレイヤーは久々に家族の家に戻った若い女性のケイティとなり、家族のいない無人の家の中を探索することで自身が不在の期間に起きた出来事について解明する。ゲーム画面はケイティの一人称視点で表示され、軽い謎解き要素や家の各所にある妹のサムのメッセージを探す要素などをこなしながらゲームを進行していく。

## ストーリー
1995年6月7日午前1時15分、ケイティ（Katie, 正式名：ケイトリン・グリーンブライア Kaitlin Greenbriar）は、1年間旅行していたヨーロッパからアメリカのオレゴン州にある家族の家に戻る。彼女の家族は、作家の父親・テレンス（Terrence）、環境保護員の母親・ジャニス（Janice）、高校生の妹・サム（Sam, 正式名：サマンサ Samantha）で構成され、ケイティがヨーロッパにいる間に新居に引っ越していた。ケイティは、入口の扉に張り紙があるのを発見する。そこには、私を捜さないでというサムからケイティへのメッセージが記されていた。
ケイティが家に入ると、内部には誰もいなかった。辺りを調べる中で屋根裏部屋へ向かうと、テーブルの上に日記帳が置いてあった。その内容はケイティに宛てたもので、ケイティがいない1年の間にサムの周囲で起きた以下の出来事について綴られていた。

引っ越しの後、サムは新しい高校に転校するが、同級生から奇異な目で見られクラスで孤立してしまう。そうした中、先輩の女生徒・ロニー（Lonnie, 正式名：ヨランダ・デソト Yolanda DeSoto）と出会う。二人は、コンピュータゲームの『ストリート・ファイター』やライオット・ガールのバンドの曲を通じて仲を深め、互いの感情はやがて恋愛に発展する。しかし、二人の関係を知った両親は「一時の気の迷い」と諭し、サムはその無理解さに落胆する。
ロニーはかねてから高校卒業後の軍への入隊を希望しており、出発の日、そして別れの日となる1995年6月6日を迎える。両親は7日まで外出中で、サムは二人の思い出の場所である屋根裏部屋に一人でとどまっていた。そこへ、ロニーから電話がかかってくる。ロニーはバスで訓練場に向かっていたが、その道中でサムへの感情が溢れて抑えられなくなりバスを降りたという。ロニーが二人での逃避行を持ち掛けると、サムは即座に応じ彼女のもとへ向かう。

日記のあとがきでは、私は行くべきところへ行ったという晴れやかな決意が示され、ケイティとのいつかの再会を誓う言葉で締めくくられていた。

## 開発
本作の開発当初の構想ではコンピュータ制御の未来の家が舞台で、The Fullbright CompanyのSteve Gaynorは、戦闘要素のない『System Shock』に近かったと語っている。しかし、少人数のチームでこれを実現するのは困難と判断しプロジェクトの範囲を狭める中で、ただの普通の家でも十分面白くできるのではないかとの考えに至った。1990年代という時代設定については、コンピュータや携帯電話によるデジタル通信でのやりとりが身近でない時代のシナリオにしたいとの思惑があり、当時開発メンバー全員が10代だった頃の記憶が内容に反映されている。

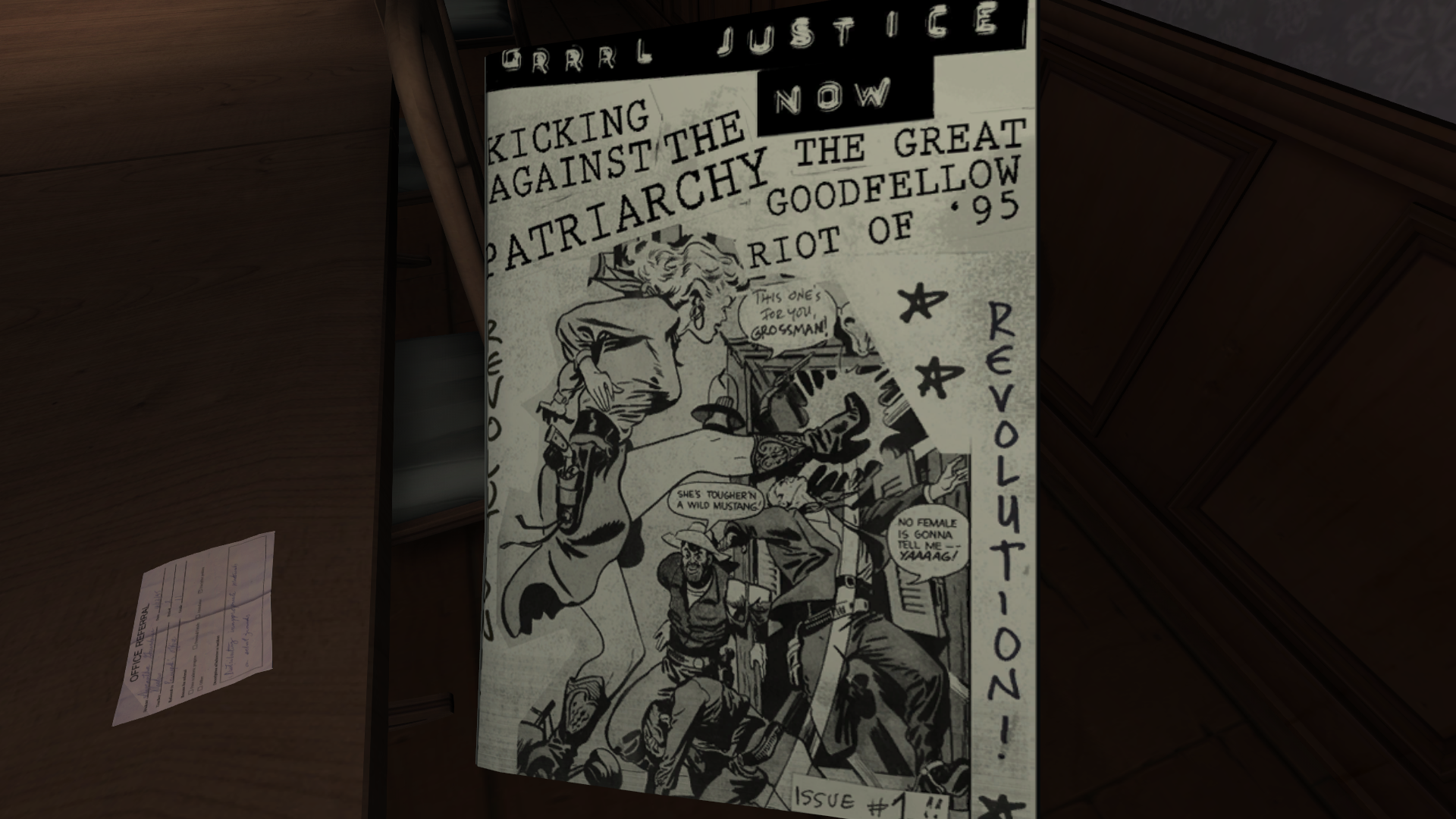
作中のある部屋に置いてある冊子。表紙の文章やイラストにはライオット・ガールの影響がみられる。サムはこの冊子を学校内で配布したことにより停学処分を受ける。

ゲーム内では、ライオット・ガールのバンドであるヘヴンズ・トゥ・ベッツィーとブラットモービルの音楽をフィーチャーしている。両バンドの楽曲の権利を保有するキル・ロック・スターズ・レコードはThe Fullbright Companyと同じオレゴン州ポートランドを拠点としており、彼らと早くから協力し権利を確保した。また、同じくゲーム内で使用されている架空のバンド「ガールスカウト（Girlscout）」の楽曲は、2013年にポートランドで行われた音楽イベント「Grrrl Front Music Festival」に参加していたバンドThe Younginsが手掛けている。
舞台となる家の一室にはSuper Nintendo Entertainment System（日本のスーパーファミコンに相当するゲーム機）用の架空ソフトのカートリッジが置いてあるが、Nintendo Switch版では任天堂とのコラボレーションにより、任天堂のソフト『スーパーマリオカート』などの実際のカートリッジ画像が使用されている。

## 評価

### 受賞・ノミネート

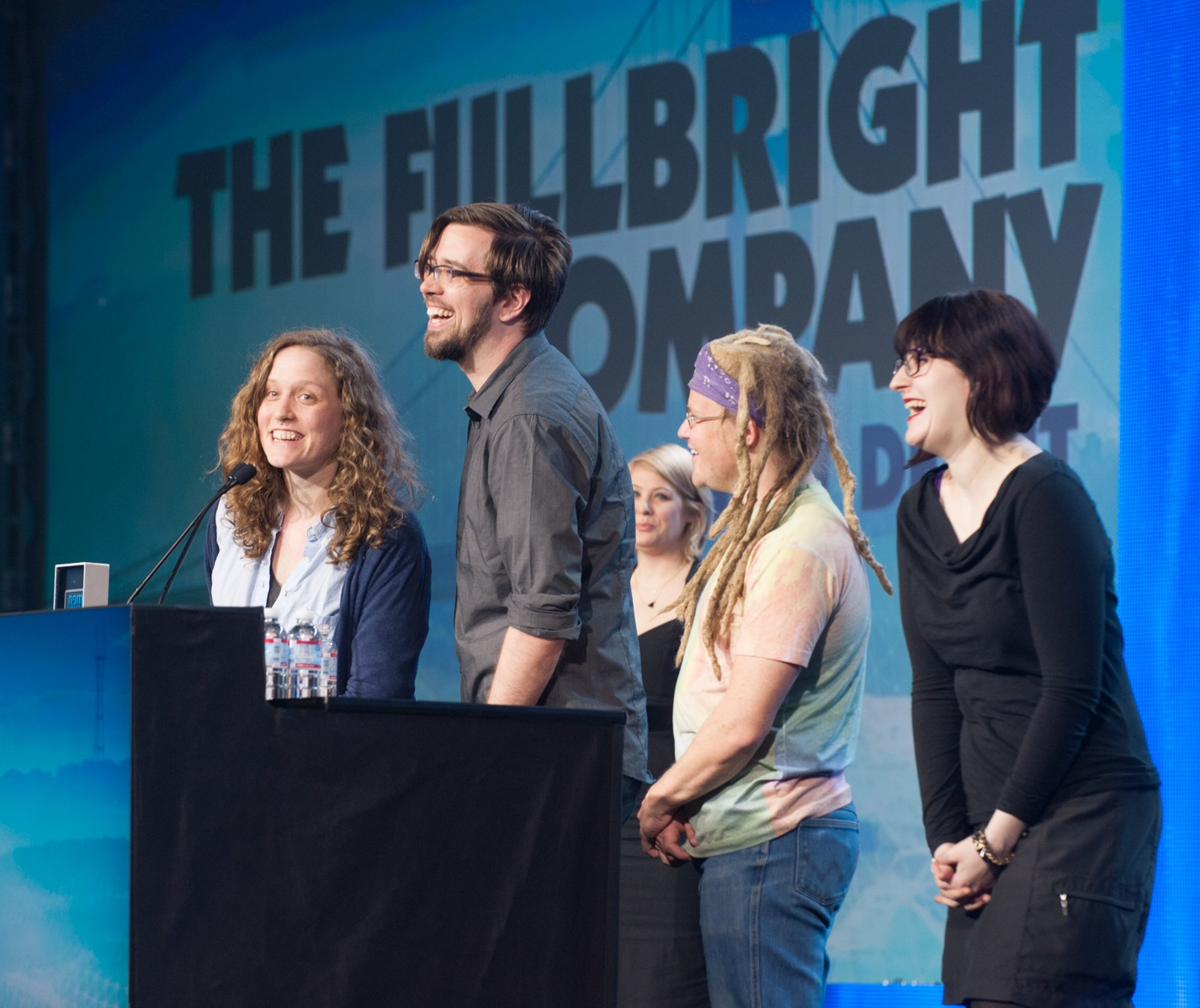
第14回Game Developers Choice Awardsで登壇するThe Fullbright Companyのメンバー。左から、Kate Craig、Steve Gaynor、Johnnemann Nordhagen、Karla Zimonja。

- IGF Awards 2013 「Excellence in Narrative」ノミネート[6]
- 第10回英国アカデミー賞ゲーム部門（英語版） 「Debut Game」受賞、「Story」ノミネート[7]
- 第14回Game Developers Choice Awards 「Best Debut」受賞、「Game of the Year」「Innovation Award」「Best Narrative」「Best Audio」「Best Downloadable Game」ノミネート[8]

### 論評
本作はゲーム批評家から好意的なレビューを受けた。Metacriticでは、PC版をレビューした56人の点数の平均が100点満点中86点となっている。
本作の内容は空間を歩き回って物語を追うことに終始しインタラクティブ性が薄いため、ゲームと言えるのかどうかという議論が起きた。本作のようなジャンルの作品はリリース当初はあまり例がなく、批評家、ファン双方から「ウォーキングシミュレーター」の異名で呼ばれていたが、本作の発売後に、同様のコンセプトを持つソフト『Everybody's Gone to the Rapture -幸福な消失-』『Firewatch』『Virginia』『フィンチ家の奇妙な屋敷でおきたこと』などが続々とリリースされ、『アンチャーテッド 海賊王と最後の秘宝』を開発したノーティードッグが作品内の「スローペースな探索」はウォーキングシミュレーターの影響だと語るなど、ジャンルの一つとして定着した。
物語にLGBT要素を含めたことには大きな反響があり、デリケートな題材に取り組んだことに賞賛の声が上がったが、同性愛描写に拒否感を持つ一部プレイヤーからは批判意見も寄せられた。

## 備考
The Fullbright Companyは、本作発売前の2013年6月開催のゲームイベント「PAX Prime」に出展する予定だったが、イベントを主催するペニー・アーケードの創設者であるジェリー・ホーキンズとマイク・クラフリクが性差別的な発言を繰り返していたことに反発し出展を取りやめた。翌2014年4月、ペニー・アーケードがイベント会場内において、女性、LGBTQ、人種、障害者等を取り巻く問題に関する情報を提供するスペース「ダイバーシティラウンジ」を設置することが明らかになり、前年の騒動が関係しているとみられている。